# Deutsches Kinderkrebsregister
Das Deutsche Kinderkrebsregister (DKKR) ist seit seiner Gründung im Jahre 1980 am Institut für Medizinische Biometrie, Epidemiologie und Informatik (IMBEI) an der Universitätsmedizin der Johannes Gutenberg-Universität Mainz angesiedelt. Bisherige Leiter sind Jörg Michaelis  (1980–2001), Peter Kaatsch (2001–2019), Friederike Erdmann und Cécile Ronckers (seit Dezember 2022).
Es erfasst Krebsfälle bei Kindern und Jugendlichen unter 18 Jahren (bis 2008 unter 15 Jahren) flächendeckend für ganz Deutschland (seit 1991 auch für die neuen Länder). Im Zeitraum von 1980 bis 2017 wurden Erkrankungen von über 64.000 Patienten in diesem Register erfasst. Eine Eintragung erfolgt nur, wenn die Betroffenen zustimmen.
Die Vollzähligkeit der Erfassung beträgt für die gesamte Bundesrepublik etwa 95 % und entspricht den internationalen Anforderungen an epidemiologische Krebsregister. Das DKKR ist Mitglied von der International Association of Cancer Registries (IACR) und des European Network of Cancer Registries (ENCR).
Jährlich werden ca. 2.200 unter 18-jährige Patienten aus den pädiatrisch-onkologischen Einrichtungen gemeldet, die in der Gesellschaft für Pädiatrische Onkologie und Hämatologie (GPOH) zusammengeschlossen sind. Ein eng verzahnter Informationsverbund besteht mit den GPOH-Studiengruppen.
Die Datenbasis am DKKR bietet eine geeignete Grundlage, um mögliche zeitliche Trends und regionale Häufungen erkennen zu können und epidemiologische Studien durchzuführen. Die Bedeutung der am Deutschen Kinderkrebsregister durchgeführten Untersuchungen liegt darin, dass die Ergebnisse aufgrund des umfangreichen Datenmaterials und der hohen Vollzähligkeit für Deutschland repräsentativ sind. Die Flächendeckung erlaubt weiterhin die Beantwortung regionalbezogener Anfragen zu möglichen Krebs-Clustern.
Mit den in den letzten Jahrzehnten erzielten diagnostischen und therapeutischen Fortschritten gewinnt die Untersuchung und Vermeidung möglicher Spätfolgen einen besonderen Stellenwert. Durch das Deutsche Kinderkrebsregister werden hierzu wichtige Beiträge durch die Intensivierung der Langzeitnachbeobachtung und z. B. die Erfassung von Zweittumoren geleistet.
Die Finanzierung des Deutschen Kinderkrebsregisters erfolgt durch die Gesundheitsministerien von Bund und Ländern. Die Arbeitsweise des Registers, rechtliche Grundlagen, angewendete Methoden, Ergebnisse der routinemäßigen Auswertungen und Schwerpunktthemen sind in den Jahresberichten verfügbar. Eine Übersicht der wichtigsten Ergebnisse sind aus dem Jahresbericht 2018 zusammengefasst.

## Wichtige Studien
Das Deutsche Kinderkrebsregister hat drei „Kernkraftwerksstudien“ durchgeführt (publiziert in den Jahren 1992, 1998 und 2008); die letzte war die sog. KiKK-Studie.
Weitere größere Studien beschäftigten sich mit der möglichen Einführung eines Neugeborenen-Screenings zum Neuroblastom, mit möglichen Ursachen der Krebsentstehung bei Kindern generell oder mit Zweittumoren als Folge der Krebstherapie.
Internationale Kooperationen beinhalten u. a. die Teilnahme an ACCIS und an EUROCARE oder das Management EU-geförderter Studien zu Spätfolgen nach Krebsbehandlung im Kindesalter.

## KiKK-Studie
2007 veröffentlichte das DKKR eine epidemiologische Studie zu Kinderkrebs in der Umgebung von Kernkraftwerken (KiKK-Studie). Diese Studie kommt zu dem Ergebnis, dass die Häufigkeit von Krebserkrankungen bei Kindern in der Nähe von deutschen Kernkraftwerken um ca. 50 % erhöht ist. Die Autoren konnten außer dem Faktor „Abstand“ keine andere Ursache (Confounder) ausfindig machen, halten radioaktive Emissionen aber nicht für den Auslöser des erhöhten Risikos. Unberücksichtigt bleiben die durch Nahrung und Wasser aufgenommenen radioaktiven Partikel aus der landwirtschaftlichen Produktion der Umgebung. Bei der KiKK-Studie handelt es sich um eine Fall-Kontroll-Studie, bei der eine Gruppe Erkrankter (1592 „Fälle“) mit einer statistisch repräsentativen Vergleichsgruppe (4735 „Kontrollen“) nicht-erkrankter Personen hinsichtlich des präzisen Abstands der Wohnung vom nächstgelegenen Kernkraftwerk verglichen wird. Dafür wurden zu jedem bekannten „Fall“ aus den Meldedaten des jeweiligen Untersuchungsgebiets nach dem Zufallsprinzip je drei Personen des gleichen Alters und des gleichen Geschlechts herausgesucht. Dadurch erhöht sich die Aussagekraft der Studie gegenüber ökologischen Studien erheblich.
Am 23. Februar 2010 wurden in der Reportage „Die Atomlüge“ im NDR Fernsehen Zweifel an der Neutralität der Leitung des Krebsregisters geäußert.
Die erste Vorläuferstudie der KiKK-Studie untersuchte Daten von 1980 bis 1995 auf der Basis von Inzidenzraten. Ihr Ergebnis war: keine erhöhten Krebsraten bei Kindern unter 15 Jahren im Radius von 15 Kilometern um die Kernkraftwerke. „Nebenbei“ stellte sich aber eine dreifach erhöhte Leukämierate bei Kleinkindern unter fünf Jahren im Fünf-Kilometer-Nahbereich kerntechnischer Anlagen heraus. Fünf Jahre später folgte eine zweite Studie des IMSD. Das Ergebnis: Kein erhöhtes Leukämierisiko für Kinder im Umfeld von Kernkraftwerken. Nach Angaben des Nürnberger Physikers Alfred Körblein hatten die Autoren die Methode so verändert, dass am Ende alles „im grünen Bereich“ war. Das Institut machte z. B. statistische Berechnungen über das Leukämiecluster Elbmarsch.
Vergleichbare Studien in Großbritannien, Finnland und der Schweiz konnten die vom DKKR für Deutschland gemachte Beobachtung nicht bestätigen.